# Siliciuro

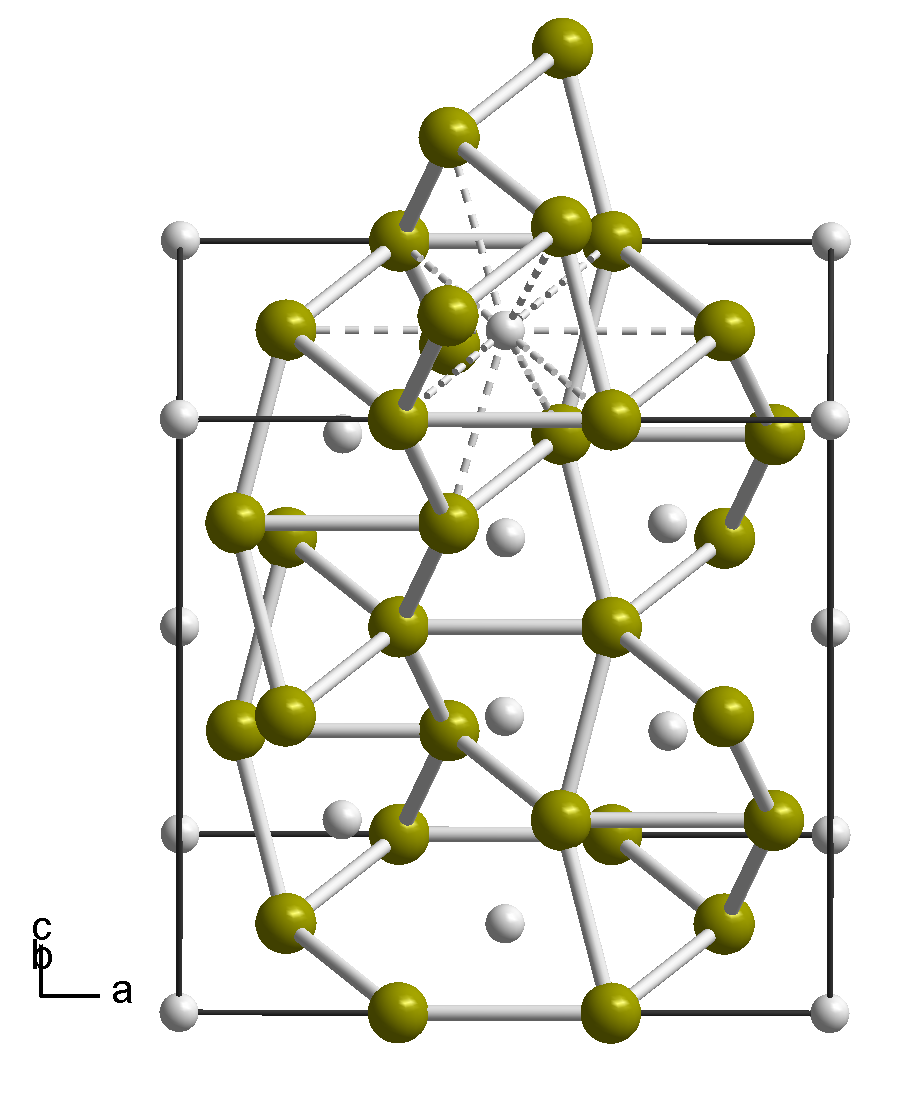
Estructura del disiliciuro de titanio (Ti = esferas blancas).

Un siliciuro es un tipo de compuesto químico que combina silicio y un elemento normalmente más electropositivo.
El silicio es más electropositivo que el carbono. En cuanto a sus propiedades físicas, los siliciuros son estructuralmente más parecidos a los boruros que a los carburos. Sin embargo, debido a las diferencias de tamaño, los siliciuros no son isoestructurales con los boruros y los carburos.
Los enlaces en los siliciuros varían desde estructuras metálicas conductoras hasta covalentes o iónicas. Se han descrito siliciuros de todos los metales que no son de transición, excepto el berilio. Los siliciuros se utilizan en interconexiones.

## Estructura
Los átomos de silicio en los siliciuros pueden tener muchas organizaciones posibles:
- Átomos de silicio aislados: eléctricamente conductores (o semiconductores) CrSi, MnSi, FeSi, CoSi, Cu5Si, (V,Cr,Mn)3Si, Fe3Si, Mn3Si, Mg2(Si,Ge,Sn,Pb), (Ca,Ru,Ce,Rh,Ir,Ni)2Si
- Pares de Si2: U3Si2, siliciuros de hafnio y torio
- Tetraedros Si4: KSi, RbSi, CsSi
- Cadenas Sn: USi, (Ti, Zr, Hf, Th, Ce, Pu)Si, CaSi, SrSi, YSi
- Capas planas hexagonales de Si similares al grafito: β-USi2, siliciuros de otros lantánidos y actínidos
- Capas hexagonales onduladas de Si: CaSi2
- Esqueletos tridimensionales abiertos de Si: SrSi2, ThSi2, α-USi2

## Preparación y reactividad

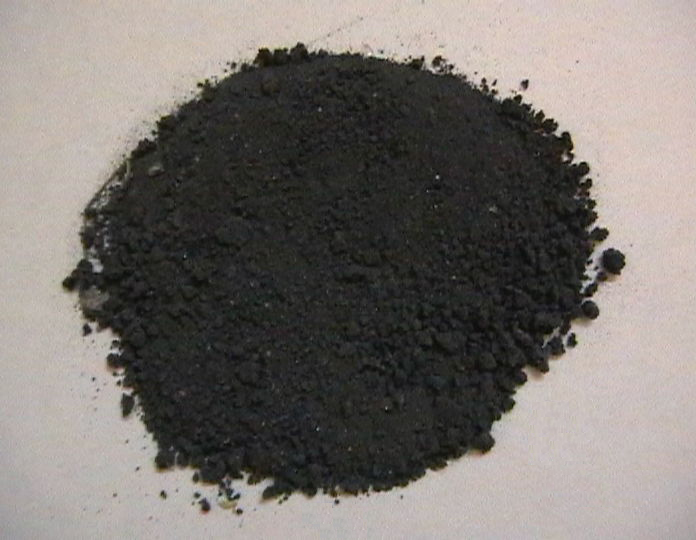
Siliciuro de magnesio

La mayoría de los siliciuros se producen por combinación directa de los elementos.
Un siliciuro preparado mediante un proceso de autoalineación se denomina salicida. Se trata de un proceso en el que los contactos siliciuro se forman sólo en aquellas zonas en las que el metal depositado (que tras el recocido se convierte en un componente metálico del siliciuro) está en contacto directo con el silicio, por lo que el proceso es autoalineado. Suele aplicarse en los procesos MOS/CMOS para los contactos óhmicos de la fuente, el drenaje y la puerta de poli-Si.

### Metales alcalinos y alcalinotérreos
Los siliciuros de los grupos 1 y 2, por ejemplo Na2Si y Ca2Si, reaccionan con el agua dando hidrógeno y/o silanos.
El siliciuro de magnesio reacciona con ácido clorhídrico para dar silano:
   Mg2Si + 4 HCl → SiH4 + 2 MgCl2
Los siliciuros del grupo 1 son aún más reactivos. Por ejemplo, el siliciuro de sodio, Na2Si, reacciona rápidamente con el agua para dar silicato de sodio, Na2SiO3, y gas hidrógeno. El siliciuro de rubidio es pirofórico y se inflama en contacto con el aire.

### Metales de transición y otros elementos
Los siliciuros de metales de transición suelen ser inertes a las soluciones acuosas. Al rojo vivo, reaccionan con el hidróxido de potasio, el flúor y el cloro. El mercurio, el talio, el bismuto y el plomo son inmiscibles con el silicio líquido.

## Aplicaciones
Las películas delgadas de siliciuro tienen aplicaciones en microelectrónica debido a su gran contenido en silicio, su alta conductividad eléctrica, su estabilidad a altas temperaturas y su resistencia a la corrosión.

## Lista (incompleta)
- Siliciuro de níquel, NiSi
- Siliciuro de sodio, NaSi
- Siliciuro de magnesio, Mg2Si
- Siliciuro de platino, PtSi (en realidad, el platino es más electronegativo que el silicio)
- Siliciuro de titanio, TiSi2
- Siliciuro de wolframio, WSi2
- Disiliciuro de molibdeno, MoSi2
- Siliciuro de neptunio, NpSi2